# 春日市立春日西中学校
春日市立春日西中学校（かすがしりつ かすがにしちゅうがっこう）は、福岡県春日市一の谷にある公立中学校。校区内にはJR博多南駅がある。なお最近開発された春日フォレストシティ(星見が丘)は春日南中学校区である。
コミュニティースクールとして地域、家庭、学校の連携を目指している。

## 行事
- 4月　入学式・始業式
- 5月　星雲体育祭
- 6月　前期中間考査、星雲教室
- 7月　中体連、夏休み
- 8月　中体連、夏休み
- 9月　前期期末考査
- 10月　終業式、秋休み、星雲祭（文化発表会）、合唱コンクール
- 11月　後期中間考査、友愛バザー
- 12月　冬休み
- 1月　冬休み
- 2月　小学生部活動体験、修学旅行、期末考査
- 3月　公立入試、卒業式

## 制服
- 男子
- 冬服-ブレザー、赤い襟のカッターシャツ、スラックス
- 夏服-赤い襟のカッターシャツ、スラックス
- 女子
- 冬服-ブレザー、赤い襟のカッターシャツ、カーディガン、背中がH型の吊りスカート
- 夏服-赤い襟のカッターシャツ、カーディガン、背中がH型の吊りスカート

## 部活動
運動系
- サッカー部　　　　　　　　（男）
- 野球部　　　　　　　　　　（男）

- ソフトボール部　　　　　　（女）
- ソフトテニス部          （男）（女）
- 卓球部　　　　　　　　　　　（男）（女）
- バスケットボール部　　　　（男）（女）
- バレー部　　　　　　　　　（男）（女）
- 陸上部　　　　　　　　　　（男）（女）
- 剣道部　　　　　　　　　　(男)　（女）

文化系（男女間わず）
- 家庭科部
- 吹奏楽部
- パソコン部
- 美術部
- 放送部

ボランティア隊
ボランティア隊は部活に入っていても入隊できます。地域や学校のボランティアをします。

※柔道部は無くなりました。

## ボランティア活動（ボランティア隊）
年に2回程度、地域に出て清掃活動を行なう「地域清掃ボランティア」の時間がある。
また、生徒会活動でエコキャップ回収、遊ぼう西っ子（春日市立春日西小学校）を行なっている。
平成27年、ボランティア隊が善行者表彰を受けている。
ボランティア隊は、部活動をしている人もしていない人も入隊でき、様々な地域行事、市の行事に参加している。

## 校区内にある商業施設・駅・市の施設
駅
- JR博多南駅

商業施設
- ヤマダ電機春日店
- ハローデイ春日店
- ルミエール春日店
- ダイレックス白水店

## 著名な出身者
- MOSHIMO（4人組バンド）
- 山口陽一郎（イベントプロデューサー、外食産業プロデューサー）
- 甘露寺圭郁（元テニス選手）